# 汾河站
汾河站，位于中华人民共和国山西省太原市尖草坪区新城街道，是太岚铁路、上兰村铁路上的火车站，1959年随太原北编组站工程投入使用，由中国铁路太原局集团管辖。

## 車站周邊
- 开心岛儿童水上主题俱乐部(迎新街店)
- 中国邮政储蓄银行新城营业所
- 中国农业银行太原迎新支行
- 太原五十四中
- 中国移动利安新城营业厅
- 新城永安堡址
- 中国建设银行迎新街支行
- 太原六十六中
- 太原工业学院
- 太钢总医院
- 山西金融职业学院
- 中国工商银行太原迎新街支行
- 太原汽车客运北站

## 歷史
1956年1月，铁道部批准了太原铁路枢纽总体规划，原新城站东侧的太原北编组站成为重点工程，该工程亦包括新建汾河站（太原北VI场）:150。1959年12月10日，汾河站与太原北编组站同时开通使用:151。
1987年7月，本站至皇后园站的汾皇联络线开工，当年11月建成，从而使古交、西山两地煤炭直接运往北同蒲线，减少在太原北编组站折角运行:147。

## 外部連結
- 中国铁路客户服务中心 （页面存档备份，存于）